# 場屋営業
場屋営業（じょうおくえいぎょう）とは、客の来集を目的とする場所での営業をいう（商法第594条1項）。旅館や飲食店などである。

## 場屋営業者の責任
場屋営業主は以下のような商法上の責任を負う。
- 寄託を受けた物品に関する責任（商法第594条1項）
- 寄託を受けていない物品に関する責任（商法第594条2項）
- 場屋営業者の責任についての免責の制限（商法第594条3項）

客の携帯品について場屋営業者の責任を免責する旨の告示をしたときであっても場屋の主人は商法594条1項・2項の責任を免れない。
- 高価品に関する特則（商法第595条）
- 短期消滅時効（商法第596条）